# 北海道道1026号新冠平取線
北海道道1026号新冠平取線（ほっかいどうどう1026ごう にいかっぷびらとりせん）は、北海道新冠郡新冠町と沙流郡平取町を日高町を経て結ぶ一般道道である。

## 概要

### 路線データ
- 起点：北海道新冠郡新冠町大富（北海道道71号平取静内線交点）
- 終点：北海道沙流郡平取町川向（国道237号交点）
- 総距離：49.0 km（内、重複区間14.8 km）

## 歴史
- 1982年（昭和57年）9月30日 - 路線認定[1]。

## 路線状況

### 重複区間
- 新冠町朝日 - 新冠町緑丘（北海道道209号滑若新冠停車場線）
- 日高町庫富 - 日高町広富（北海道道351号正和門別停車場線）
- 日高町広富 - 平取町川向（北海道道80号平取門別線）

## 地理

### 通過する自治体
- 日高振興局
  - 新冠郡新冠町
  - 沙流郡
    - 日高町
    - 平取町

### 主な接続道路
新冠町
- 北海道道71号平取静内線 - 大富（起点）
- 北海道道209号滑若新冠停車場線 - 朝日、緑丘（重複）
- 北海道道208号比宇厚賀停車場線 - 東川

日高町
- 北海道道351号正和門別停車場線 - 庫富、広富（重複）
- 北海道道80号平取門別線 - 広富（重複）

平取町
- 国道237号 - 川向（終点）
- 北海道道80号平取門別線 - 川向（終点）